# 대단한 시집
《대단한 시집》는 대한민국의 JTBC의 예능 프로그램이다. 예지원과 김현숙, 서인영이 전국 각지의 특색 있고 개성강한 집안의 며느리가 되어 시댁의 전통과 격식을 배우는 리얼리티 관찰 예능 프로그램이다. 하지만 세명 모두 하차했다. 그러나 2기 멤버로 씨스타의 소유와 솔로가수 에일리가 2기 멤버로 출연하면서 하차로 인한 인기 하락을 커버함과 동시에 시청률 상승을 기록했다.

## 방송 시간
- 2013년 9월 25일 ~ 2014년 2월 19일: 매주 수요일 오후 10시 55분

## 출연자
- 1기 김현숙, 서인영, 예지원
- 2기 소유, 에일리